# ベンジャミン・ティムズ
ベンジャミン・ティムズ（Benjamin Timms、1998年7月23日 - ）は、イギリスのジャージー島チャンネル諸島出身のプロレスラー。現在はネイサン・フレイザー（Nathan Frazer）のリングネームで活動。

## 来歴

### NXT UK
2020年12月17日、WWEとの契約を発表。その後NXT UKに配属され、2021年1月7日、ベン・カーターというリングネームでデビューし、NXT・クルーザー級王座戦でジョーダン・デブリンと対戦したが敗北。3月11日にネイサン・フレイザーと改名した。
6月3日、ジャック・スターズとチームを組み、 NXT UKタッグチーム王座戦でプリティー・デッドリーと対戦したが、敗北。その後、9月23日のNXT UK王座挑戦権をかけてA-キッドとランペイジ・ブラウンと対戦し、勝利。2022年3月3日、NXT UK王座であるイリヤ・ドラグノフと対戦するも敗北。

### NXT
4月12日、NXTデビューを果たすことが発表された。5月3日のスプリング・ブレイキングではアンドレ・チェイスのアシストにより、グレイソン・ウォーラーを破ってデビューを果たす。8月2日カーメロ・ヘイズとのNXT北米王座戦で対戦するが、ジョヴァン二・ヴィンチのアシストにより敗れる。10月22日のハロウィン・ハボックで、ヘイズ、オロ・メンサー、ウェス・リー、フォン・ワグナーとNXT北米王座をかけたダーマッチで対戦したが、タイトルを獲得することはできなかった。
2023年2月28日、NXT北米王座であるウェス・リーと対戦したが敗北した。
2025年2月、ヴェンジェンス・デイでアクシオムと組み、稲村愛輝&ジョシュ・ブリッグス組と対戦。ピンフォール勝ちを収め、NXTタッグ王座防衛に成功した。
2025年4月、スタンド&デリバーでタンク・レジャー&ハンク・ウォーカー組に敗れNXTタッグ王座から陥落した。

## 獲得タイトル
リスルート・レスリング
- リスルートP4P王座 : 1回
- リスルート・アンディスピューテッド王座 : 1回

SCW
- SCWプロ・アイオワ・レスリング王座 : 1回

WWE
NXTタッグ王座 1回

## 入場曲
- Alive Again 現在使用中